# Laurel, New York
Laurel är en så kallad census-designated place i Suffolk County i den amerikanska delstaten New York. Vid 2010 års folkräkning hade Laurel 1 394 invånare.